# Andrena janthina
Andrena janthina är en biart som beskrevs av Warncke 1975. Andrena janthina ingår i släktet sandbin, och familjen grävbin. Inga underarter finns listade i Catalogue of Life.